# مارك تينديل
مارك تينديل (بالإنجليزية: Mark Tyndale)‏ مواليد 4 يناير 1986 في فيلادلفيا، هو لاعب كرة سلة أمريكي. بدأ مسيرته الاحترافية في سنة 2008. يلعب في دوري الرابطة الوطنية لفئة التطوير. يحمل الرقم 1. يبلغ طوله 6 قدم 5 بوصة (2.0 م).

## المسيرة الاحترافية
لعب مع أديليد ثيرتي سيكسترز في الدوري الأسترالي في سنة 2008، ثم لعب مع آيوا إنرجي في موسم 2009–2010، ثم لعب مع تليكوم باسكتس بون في الدوري الألماني في موسم 2010–2011، ثم لعب مع نادي دنيبرو لكرة السلة في سنة 2012، ثم لعب مع سندسفال دراغونز في سنة 2012، ثم لعب مع مين ريد كلوز في سنة 2013.

## روابط خارجية
- مارك تينديل على موقع كرة السلة الأوروبية.كوم (الإنجليزية)
- مارك تينديل على موقع كلية كرة السلة في سبورتس رفرنس.كوم (الإنجليزية)
- مارك تينديل على موقع ريلجم (الإنجليزية)
- مارك تينديل على موقع بروبوليرز (الإنجليزية)
- مارك تينديل على موقع سبورتس رفرنس (الإنجليزية)